# لوئیزیانا-پسیفیک
لوئیزیانا-پسیفیک (انگلیسی: Louisiana-Pacific) شرکت ساخت‌وساز آمریکایی است، که در سال ۱۹۷۳ تأسیس شد.